# Rex Everhart
Pour les articles homonymes, voir Everhart.
Rex Everhart est un acteur américain né le 13 juin 1920 à Watseka (Illinois) (États-Unis), mort le 13 mars 2000 à Branford (Connecticut).

## Filmographie
- 1960 : The Sacco-Vanzetti Story (feuilleton TV) : Officer Le Baron
- 1965 : Who Killed Teddy Bear : Rude Customer
- 1973 : Police Puissance 7 (The Seven-Ups) : Insp. Gilson
- 1974 : Feeling Good (série TV) : Mac
- 1977 : The Blue Hotel (en) (TV) : Scully
- 1978 : Matilda : ASPCA attendant #1
- 1978 : Superman : : Desk Sergeant
- 1979 : You Can't Go Home Again (TV)
- 1980 : The Man That Corrupted Hadleyburg (TV)
- 1980 : Vendredi 13 (Friday the 13th) : Enos the Truck Driver
- 1981 : Le Tueur du vendredi (Friday the 13th Part 2) : Enos (truck driver)
- 1982 : The Elephant Man (TV) : Snork
- 1983 : Au bout du chemin (Running Out) (TV) : Frank
- 1984 : Summer Switch (TV) : Captain Splasher Wilking
- 1987 : The Rosary Murders (en) : Father Skiarski
- 1989 : Affaire de famille (Family Business) : Ray Garvey, Jessie's Lawyer
- 1991 : La Belle et la bête (Beauty and the Beast) : Maurice (voix)